# Marcelito Pomoy
Marcelito "Lito" Castro Pomoy (Imus, Cavite, 22 september 1984) is een Filipijns zanger, bekend om zijn vaardigheid om zowel tenor als sopraan te zingen. Hij won in 2011 de tweede editie van Pilipinas Got Talent en werd vierde tijdens het tweede seizoen van America's Got Talent: The Champions. Pomoy werd in de media voornamelijk bekend vanwege zijn covers van The Power of Love (origineel van Jennifer Rush) en The Prayer (origineel van Céline Dion en Andrea Bocelli), die hij live ten gehore bracht in de studio van het Filipijnse radiostation Wish 107.5.

## Privé
Op 21 september 2014 trouwde Pomoy met Joan Paraiso, waarmee hij samen dochter Marcella Janiah heeft. Pomoy is tevens eigenaar van verschillende winkels met hardware-producten en houdt zich onder anderen bezig met donaties in onderwijs en andere sectoren in de gemeente Calauag.